# Luziânia
| Luziânia               | Luziânia                               |
| ---------------------- | -------------------------------------- |
|                        |                                        |
| Wappen                 | Flagge                                 |
|                        | Flagge von Luziânia                    |
| Karte                  |                                        |
|                        |                                        |
| Basisdaten             |                                        |
| Staat:                 | Brasilien (BRA)                        |
| Verwaltungsgliederung: | Mittelwesten                           |
| Bundesstaat:           | Goiás (GO)                             |
| Mesoregion:            | Ost-Goiás                              |
| Mikroregion:           | Entorno de Brasília                    |
| Distanz zu Goiânia:    | 187 km                                 |
| Geografische Lage:     | 16° 15′ S, 47° 57′ W                   |
| Zeitzone:              | UTC-3; Sommer: UTC-2                   |
| Höhe:                  | 930 m                                  |
| Fläche:                | 3.961,536 km²                          |
| Einwohner:             | 174.546                                |
| Bevölkerungsdichte:    | 44,1 Einwohner / km²                   |
| Telefonvorwahl:        | +55 61                                 |
| Postleitzahl (CEP):    | 72800-000                              |
| Offizielle Website:    | luziania.go.gov.br                     |
| Gemeindegründung:      | 1833                                   |
| Politik                |                                        |
| Bürgermeisterin:       | Edna Aparecida Alves dos Santos (PROS) |

Luziânia, amtlich portugiesisch Muncípio de Luziânia, ist eine brasilianische politische Gemeinde und Stadt im Bundesstaat Goiás. Sie liegt südlich der brasilianischen Hauptstadt Brasília und westnordwestlich von Goiânia, der Hauptstadt des Bundesstaates.

## Geographische Lage
Luziânia grenzt
- im Norden an Novo Gama, Valparaíso de Goiás und Cidade Ocidental
- im Osten an Cristalina
- im Süden an Ipameri
- im Südwesten an Orizona
- im Westen an Leopoldo de Bulhões
- im Nordwesten an Alexânia und Santo Antônio do Descoberto

Die Entfernung zur Hauptstadt Goiânia beträgt 187 km über die Bundesstraße GO-010 via Vianópolis und Bonfinópolis. Von Brasília beträgt die Entfernung 68 km.
Von 1989 bis 2017 lag sie in der geograpisch-statistischen Mesoregion Ost-Goiás und in der Mikroregion Entorno de Brasília.

## Persönlichkeiten
- Keely Medeiros (* 1987), Leichtathletin